# Ťan-šan
Ťan-šan (čínsky 天山, pinyin Tiān Shān, český přepis Tchien-šan, rusky Тянь-Шань, Tjan'-Šan', kazašsky také Тәңіртау, Tengirtau, kyrgyzsky Теңир-Тоо, Tengir-Tó,  ujgursky تەڭرىتاغ, transliterováno Tängritagh) v překladu z čínštiny „Nebeské hory“, z ujgurštiny, kyrgyzštiny a kazaštiny „Tengriho hory“, je rozsáhlé pohoří ve střední Asii, táhnoucí se rovnoběžkovým směrem v délce asi 2800 km od Kyrgyzstánu po Sin-ťiang. Průměrná šířka pohoří je 300–600 km. Je šestým nejvyšším pohořím na světě.
Ťan-šan je starší než jižněji ležící horstva Alpsko-himálajského systému, neboť začal vznikat už při kaledonském vrásnění. Jeho vývoj však pokračoval i během vrásnění hercynského (variského), kimmerského a alpinského. Díky tomu pokrývá Ťan-Šan pestrý reliéf od zarovnaných povrchů po glaciálně modelovaný vysokohorský reliéf.

## Členění
K vymezení a geografickému členění Ťan-šanu existuje několik přístupů. Geologicky orientované vymezení a členění přiřazuje k Ťan-šanu také Pamiro-alaj (Gissaro-alajský systém) a Ťan-šan je v tom případě členěn na pět částí na severní (zahrnující Zailijský Alatau, Kungej Alatau, Džungarský Alatau a Tarbagataj, Kyrgyzský hřbet a někdy také Talaský Alatau), centrální (tvořený trojúhelníkem hřbetů Ferganského, Kokšaal-tau a Těrského, někdy rozdělovaný ještě na Ťan-šan centrální a vnitřní), západní (hřbety ze severu ohraničující Ferganskou kotlinu – hřbety Čatkalský, Ugamský, Pskemský, Kuraminský), jižní (Pamiro-alaj, tedy hřbety Alajský, Turkestánský, Zeravšanský a Hissarský) a východní (Ťan-šan na území Číny – hřbety Chalyk-tau, Borochoro, Bogda, Barkol a Karlik).
Naproti tomu geografové obvykle považují Pamiro-alaj za samostatný horský systém a člení Ťan-šan pouze na tři části, a sice na západní (kromě hřbetů ze severu ohraničujících Ferganskou kotlinu též Talaský Alatau, Kyrgyzský hřbet, Zailijský a Kungej Alatau), centrální (tvořený trojúhelníkem hřbetů Ferganského, Kokšaal-tau a Těrského, tedy shodné vymezení) a východní, kam je kromě hřbetů v Číně přiřazován též Džungarský Alatau a Tarbagataj. Ze západního je někdy vyčleňován ještě severní Ťan-šan zahrnující Zailijský a Kungey Alatau. Toto členění je také obvykle používáno mezi horolezci a horskými turisty.
Hřbety Ťan-šanu na základě sovětských topografických map.

## Geologie

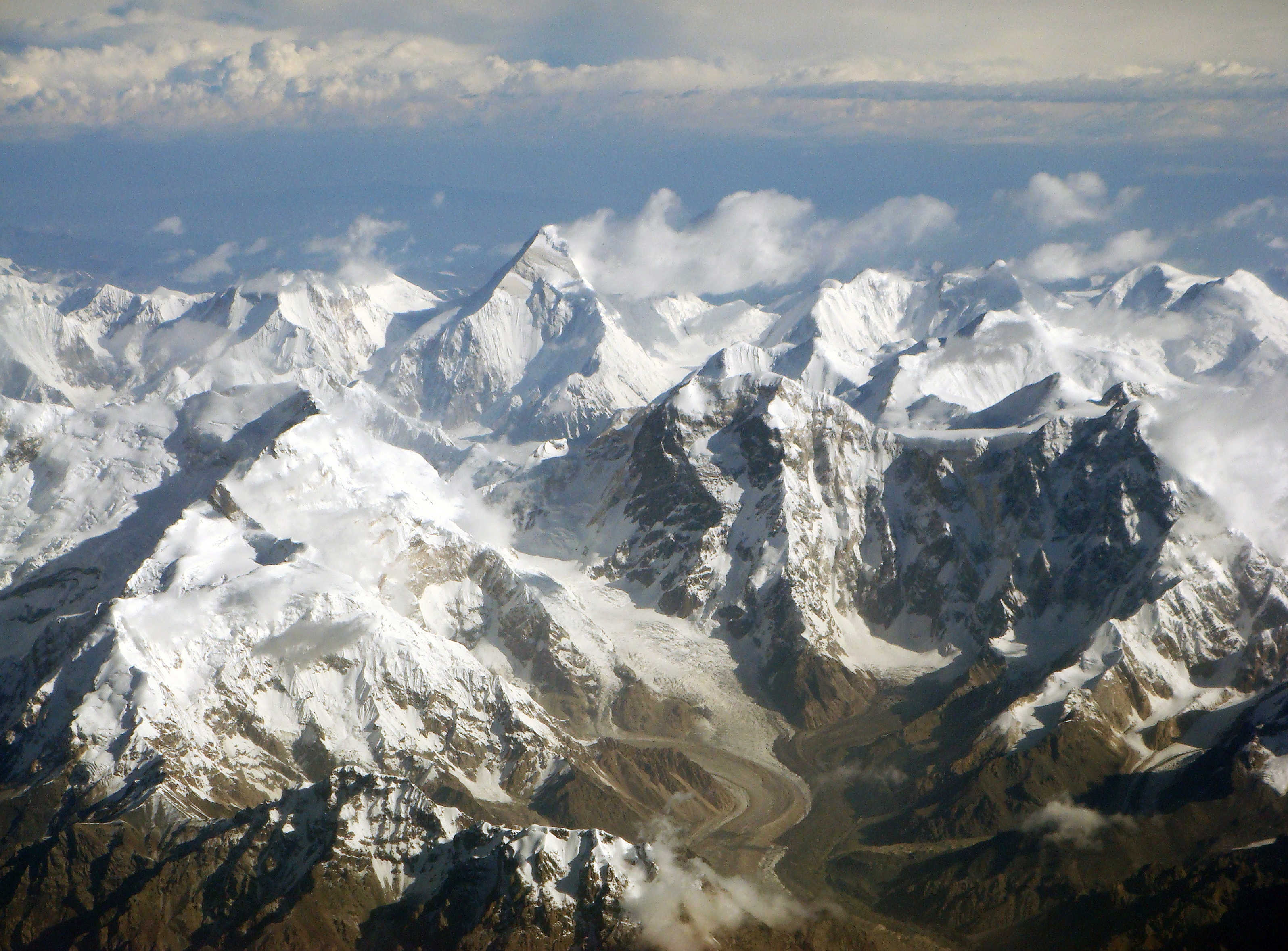
Letecký pohled na centrální Ťan-šan. Uprostřed Chan Tengri

Ťan-šan je vrásno-zlomové pohoří vrásněné při kaledonském (severní části pohoří) a hercynském (jižní části pohoří) orogénu. Následně byla zdejší oblast peneplenizována a k reaktivaci výzdvihu došlo v souvislosti s kimmerským a poté alpinským vrásněním.
Vhledem k velkému územnímu rozsahu i složitému geologickému vývoji je geologická stavba pohoří velmi pestrá. Nacházíme zde hlubinné vyvřeliny proterozoického i paleozoického stáří, prvohorní vulkanity, nejrůznější sedimentární i metamorfované horniny od proterozoika po mezozoikum. Mezihorské deprese jsou pak vyplněny terciérními sedimenty.

## Geomorfologie

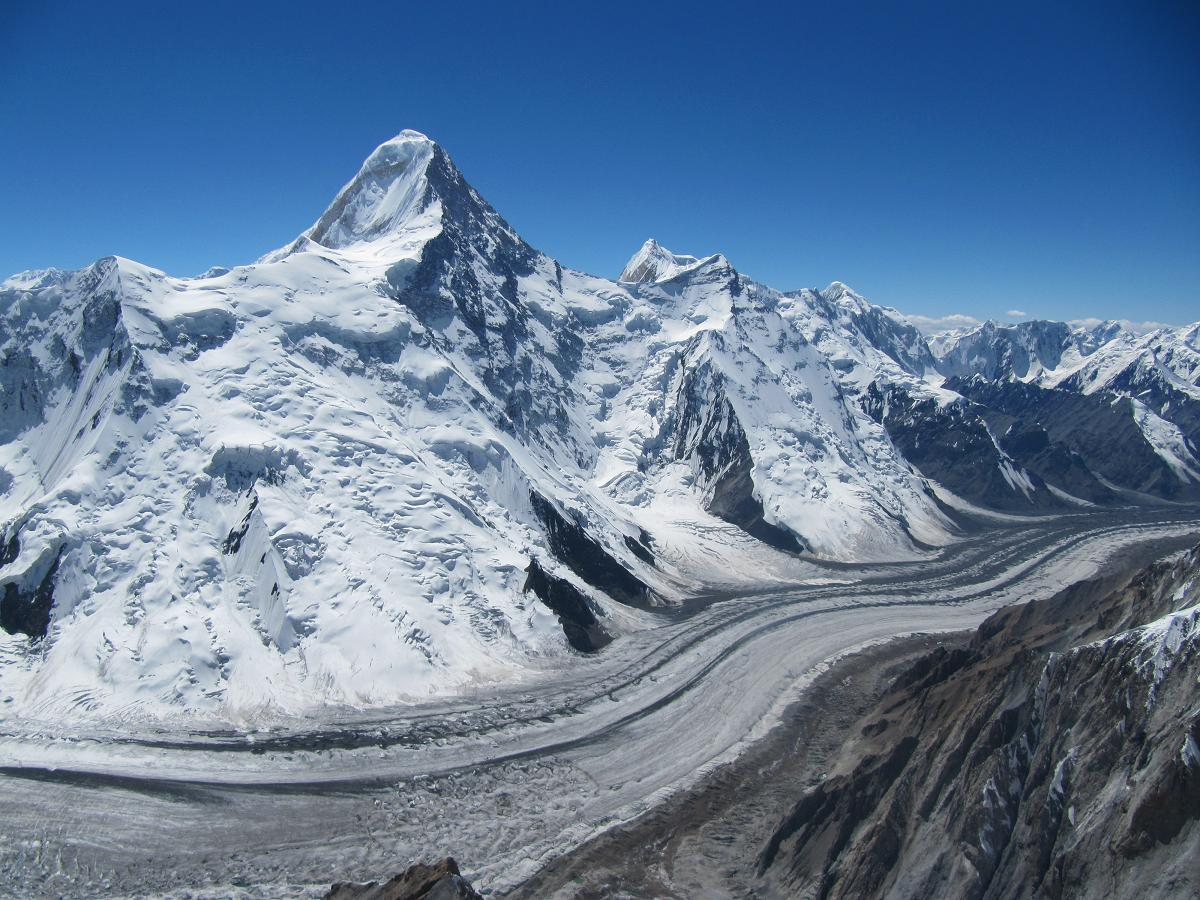
Chan Tengri s ledovcem Severní Inylček

Vzhledem ke značnému rozsahu horského systému Ťan-šanu se v jeho jednotlivých částech výrazně liší i reliéf. Najdeme zde jak oblasti s vysokohorským reliéfem s extrémní vertikální členitostí, tak i pouze středohorské oblasti se zarovnanými povrchy. Nejvyšších výšek dosahuje centrální Ťan-šan ve své východní části v horském uzlu hřbetů Kokšaal-tau, Meridionální a Sarydžaz, kde se nacházejí nejvyšší vrcholy pohoří – sedmitisícové Džengiš Čokusu (7439 m n. m.) a Chan Tengri (6995 nebo 7010 m n. m.) a také řada dalších šestitisícových vrcholů. Na západ od tohoto horského uzlu, ve střední části centrálního Ťan-šanu, se nachází vysoko vyzdvižená, nicméně relativně málo vertikálně členitá syrtová oblast s náhorními plošinami, zarovnanými povrchy a poměrně krátkými paralelními hřbety. Horstva západního Ťan-šanu jsou nižší, s výjimkou Zailijského Alatau nepřesahují nadmořskou výšku 5000 m n. m., přesto jsou však obvykle značně vertikálně členitá s výrazně alpínským reliéfem. Východní Ťan-šan tvoří izolované hřbety, dosahující obvykle nadmořských výšek nad 5000 m n. m., a zvedající se přímo z okolních sníženin, což posiluje jejich vertikální mohutnost. Nejvýchodnější části Ťan-šanu (Barkol-šan, Karlik-šan) již tak vysoké ani vertikálně mohutné nejsou.

### Zalednění
Celý Ťan-šan je intenzivně zaledněn a ledovce nalezneme ve většině zdejších horských hřbetů. Celková plocha zalednění v pohoří dosahuje 10 000 km2. Zatímco v nižších hřbetech západního Ťan-šanu jsou zejména drobnější karové a svahové ledovce, případně krátké ledovce údolní, v centrálním Ťan-šanu je zalednění skutečně masivní. Centry zalednění jsou zejména horský uzel hřbetů Kokšaal-tau, Meridionální a Sarydžaz s nejdelším ťanšanským, 60,5 km dlouhým ledovcem Inylček, dále pak západní část hřebene Kokšaal-tau kolem piku Dankova a masiv Ak-šijrak.
Hranice sněžné čáry se zvyšuje s rostoucími teplotami a zejména klesajícími úhrny srážek od severozápadu k jihovýchodu. Zatímco v Džungarském Alatau je její výška kolem 3000 m a v Zailijském Alatau či Čatkalském hřbetu je její výška kolem 3600 metrů nad mořem, v jižní a východní části centrálního Ťan-šanu se zvyšuje až nad 4200 m n. m. a v některých částech hřbetu Kokšaal-tau je dokonce 4600 m n. m. vysoko. Velký vliv na zalednění a výšku sněžné čáry má také expozice svahů.

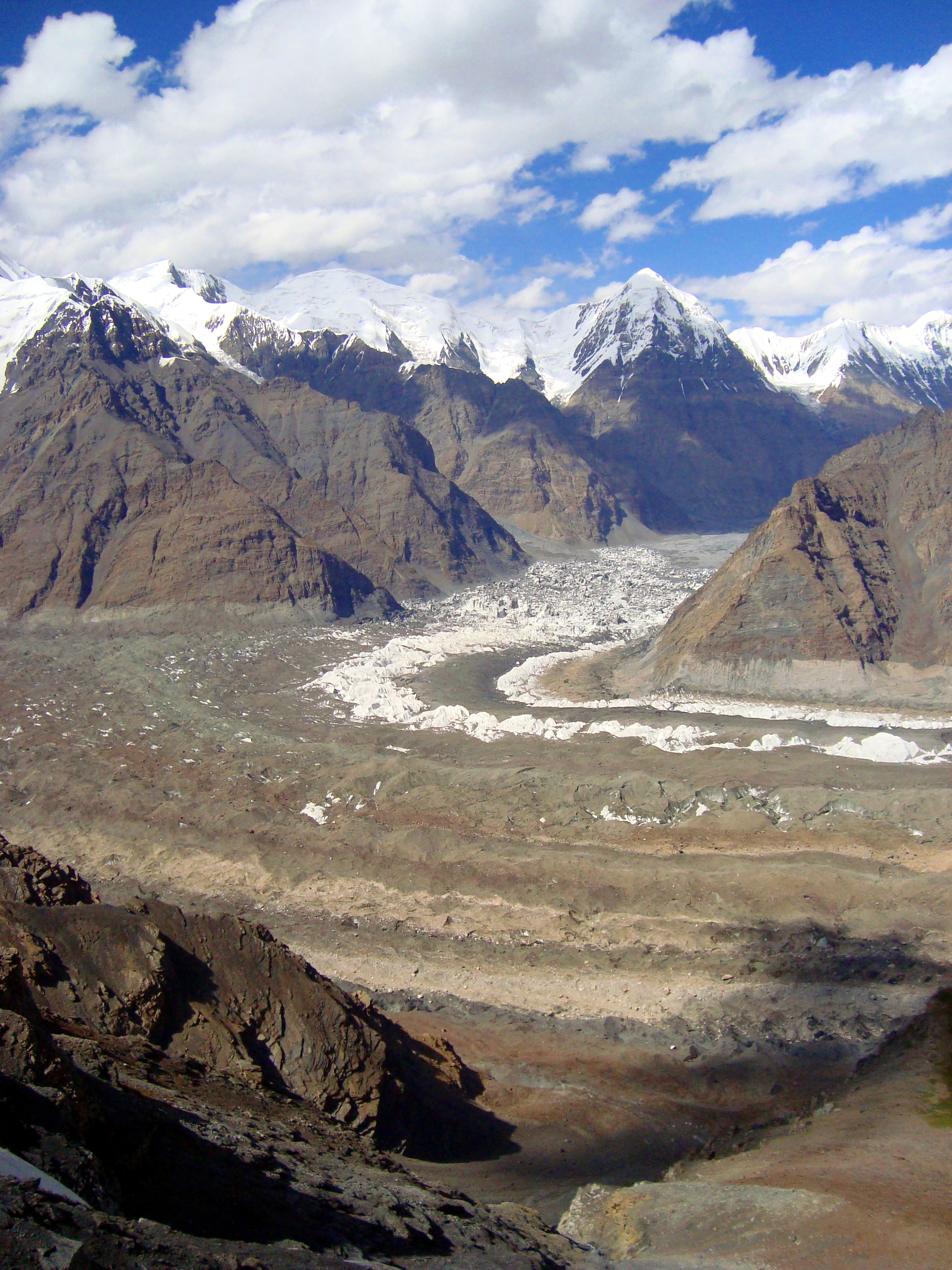
Ledovec Inylček s jezery Merzbachera

Během svrchního pleistocénu došlo v horách střední Asie ke dvěma glaciálním cyklům, přičemž při tom starším byl rozsah zalednění větší. Rozsah zalednění při posledním glaciálním maximu kulminoval před 14–16 tisíci lety a rozsah zalednění v té době byl jedenapůl až dvojnásobný než rozsah dnešní. Pozice sněžné čáry byla o 150–300 metrů, v některých případech dokonce až o 450 m níže, než je její současný stav. Mezi lety 9000–3000 před naším letopočtem se ledovce rozkládaly zhruba na stejné ploše jako v současnosti, poté se rozsah zalednění oscilačně zvyšoval až do 19. století.
Naprostá většina ledovců je nyní v ústupové fázi. Například v masivu Ak-šiirak mezi lety 1934 a 1977 ustoupilo 83 % ledovců, dalších 13 % bylo stabilních a pouhé 4 % postoupily. Zaledněná oblast v Zailijském Alatau se mezi padesátými a osmdesátými lety 20. století zmenšila o více než 63 km2. Kromě samotného ústupu je pozorované též ztenčování ledovců. Předpokládá se, že ve výškách pod 4100–4300 metrů nad mořem zde mohou ledovce zcela zaniknout. Odtání ledovců by mělo velký vliv na změnu vodního režimu řek pramenících v Ťan-šanu a tím i velké ekonomické a společenské dopady.

## Klima
Ťan-šan se nachází na rozhraní mezi subtropickým a mírným podnebným pásmem. Místní klima je extrémně kontinentální a poměrně aridní. Jsou zde velmi velké rozdíly v teplotách mezi jednotlivými ročními období. V zimě se na severní úpatí nasouvá chladný sibiřský vzduch a vznikají zde četné teplotní inverze, které však nezasahují příliš vysoko. Díky tomu má severní podhůří Ťan-šanu vyšší průměrné zimní teploty než okolní nížiny. Normální vertikální gradient zimních teplot je obnoven od výšek cca 1500 metrů nad mořem. Mírná zima je také v chráněné Ferganské kotlině a v kotlině jezera Issyk-kul, kde je zima zmírňována vlivem nezamrzajícího jezera. Naopak ve vysoko položených oblastech a horských údolích centrálního Ťan-šanu se průměrné zimní teploty pohybují kolem −20 °C a teploty mohou spadnout i pod −50 °C. Oproti tomu v létě je ve všech výškách zachováván normální teplotní gradient, průměrné červencové teploty dosahují nad 26 °C ve Ferganské kotlině a nad 24 °C v Čujské dolině a klesají na méně než 8 °C na syrtových plošinách centrálního Ťan-šanu ve výškách kolem 3500 m n. m.

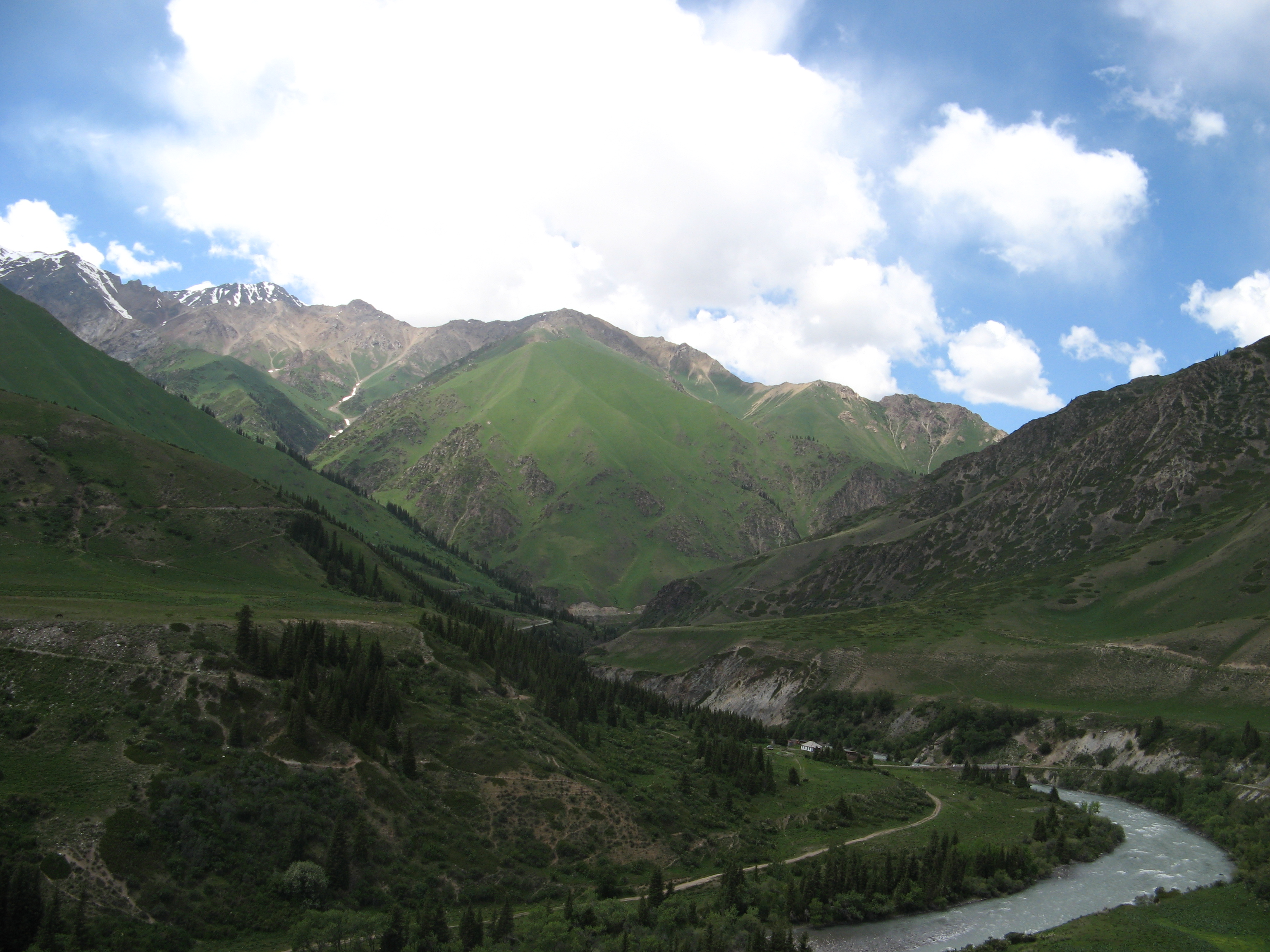
Řeka Naryn

Vlhkost je do oblasti Ťan-šanu přinášena zejména od západu atlantickými vzdušnými masami. Nejvyšší úhrny srážek jsou proto dosahovány zejména v západních částech pohoří, kdy návětrné západní svahy Ferganského hřbetu dosahují více než 1000 mm srážek. Směrem k východu množství srážek ubývá. Výrazně se také projevují efekty návětří a závětří – mezihorské kotliny ve srážkovém stínu okolních hřbetů dostávají méně než 200 mm srážek. V různých částech pohoří je také různá sezonalita srážek. V pohořích obklopujících Ferganskou kotlinu jsou nejvyšší úhrny srážek dosahovány v jarních měsících, kdy se sem posouvá íránská větev polární fronty, a poměrně srážkově bohaté je i zimní období. Jarní srážková maxima jsou i v severních podhorských oblastech a nížinách. Všechny ostatní horské hřbety mají nejvyšší úhrny srážek v letních měsících a zima je z důvodu přítomnosti sibiřské anticyklony téměř beze srážek. V mezihorských kotlinách centrálního Ťan-šanu jsou tak i přes velké zimní mrazy zimy bezsněžné.

## Hydrologie
Celá oblast Ťan-šanu je odvodňována do bezodtokých pánví a žádná část vody odtékající z Ťan-šanu se tak nedostává až do světového oceánu. Západní část pohoří i části centrálního Ťan-šanu se nachází v povodí Aralského jezera a je odvodňována řekou Syrdarja a její zdrojnicí řekou Naryn. Severní části Ťan-šanu jsou odvodňovány řekou Ču, která se ztrácí ve sníženině Aščikol, a řekou Ili do jezera Balchaš. Jižní svahy Ťan-šanu odvodňuje řeka Tarim a její zdrojnice, její voda se ztrácí v oblasti dnes již vyschlého jezera Lobnor. Severní svahy hřbetů Borochoro, Bogda, Barkol či Karlik ve východním Ťan-šanu a jihovýchodní svahy Džungarského Alatau jsou odvodňovány kratšími vodními toky do Džungarské pánve.

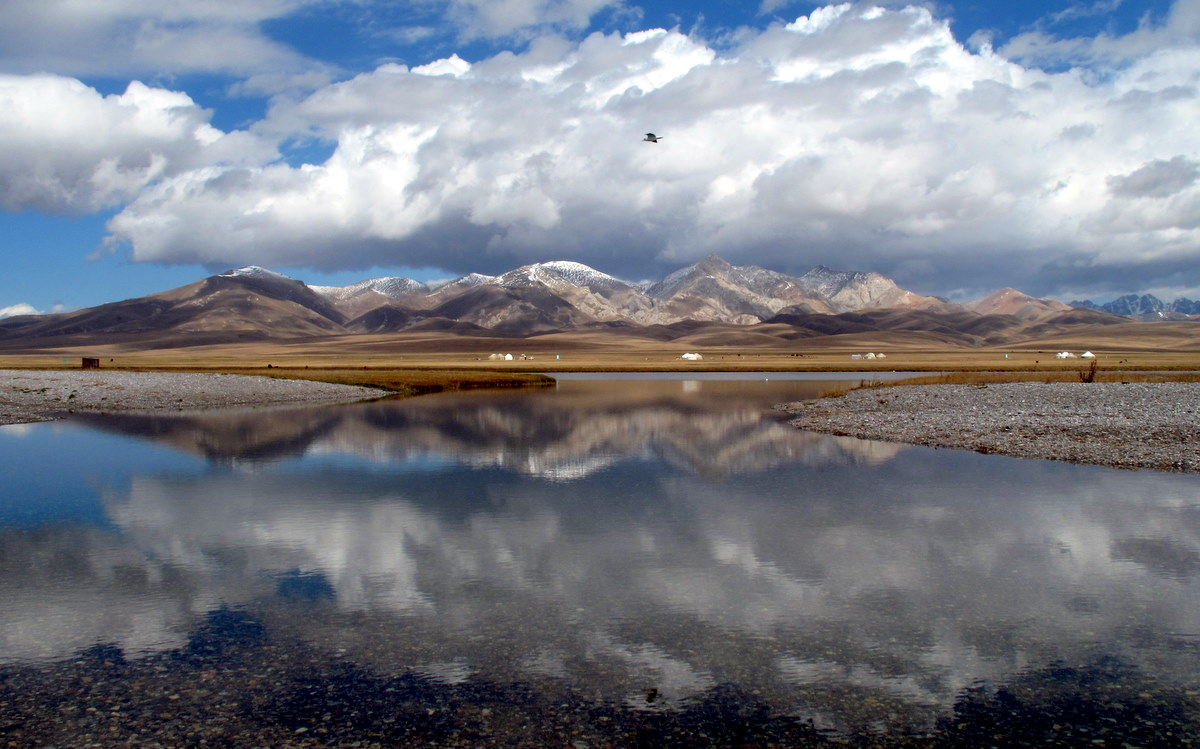
Jezero Song-kul

Odtokový režim horských řek Ťan-šanu je niválně-glaciální, glaciálně-nivální a pouze v pohořích bez zalednění (například části Ferganského hřbetu) také čistě nivální. Maxima průtoku jsou tedy dosahována v pozdně jarních nebo letních měsících.

### Jezera
Na území Ťan-šanu se nachází několik velkých tektonických jezer. Největším z nich je s plochou přes 6200 km2  jezero Issyk-kul, nacházející se v tektonické depresi mezi hřbety Kungej a Těrskej Alatau. Jméno jezera, znamenající v překladu „horké jezero", má svůj původ ve faktu, že jezero ani při nejchladnějších zimách nezamrzá. Dalšími velkými jezery jsou Song-kul nebo Čatyr-kul v Kyrgyzstánu nebo Sayram v Číně. Kromě nich najdeme v pohoří nesčetné množství glaciálních jezer.

## Fauna a flóra

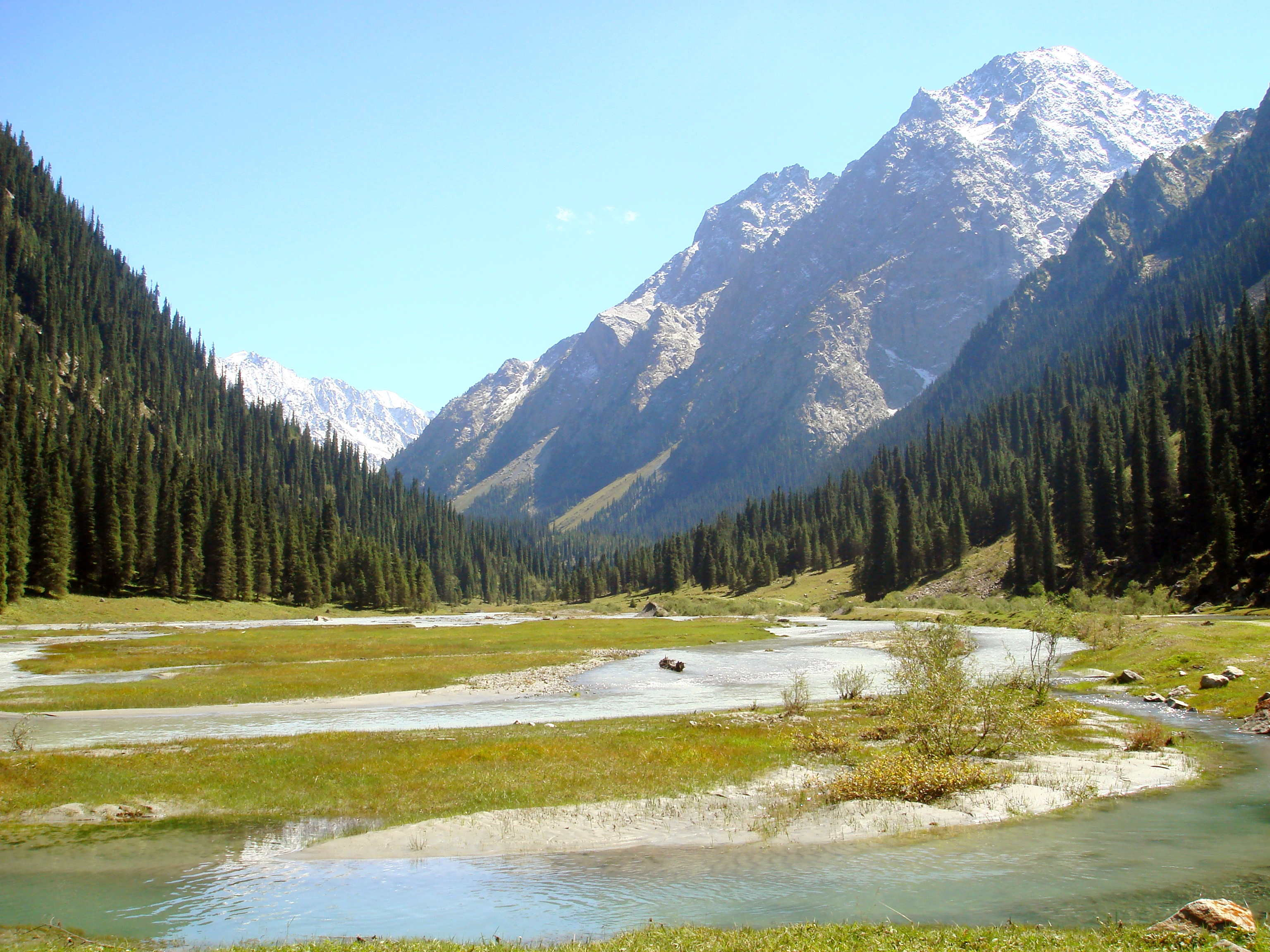
Údolí Karakol v Těrském hřbetu s porosty smrku Schrenkova

Ťan-šan a obecněji pohoří střední Asie jsou jedním ze čtyř center biodiverzity na území bývalého Sovětského svazu. Nacházíme zde zvláštní mix druhů indo-himálajských, mongolských, eurasijských a středomořských, stejně tak jako řadu lokálních endemitů. Relativní bohatost zdejší bioty v porovnání s okolními nížinami je dána dále větší stanovištní diverzitou horského prostředí a také tím, že kryté horské oblasti mohly sloužit jako refugia v klimaticky nepříznivých epochách.
Pohoří se zvedá z okolních polopouští a pouští a najdeme v něm všechny výškové vegetační stupně. V severním Ťan-šanu navazuje na pásmo pelyňkové polopouště kavylová step s častými křovinami růží (Rosa) nebo zimolezů (Lonicera) ve stinných lokalitách nebo v údolích. Na horní hranici tohoto pásma přechází v lesostep se střemchami (Prunus padus) a divokými jabloněmi (Malus sieversii). Dolní hranice lesa, tvořeného smrkem Schrenkovým (Picea schrenkiana), je na severních svazích ve výškách 1500–1800 metrů nad mořem, přičemž na jižních svazích například v Kungej Alatau, často stupeň lesa úplně chybí. Horní hranice lesa je pak mezi 2500–3000 m n. m. Nad ní jsou v subalpinské zóně dlouhostébelnaté trávníky s porosty různých druhů jalovců. Nad 3000–3500 m n. m. jsou pak alpinské trávníky s nižší druhovou diverzitou.

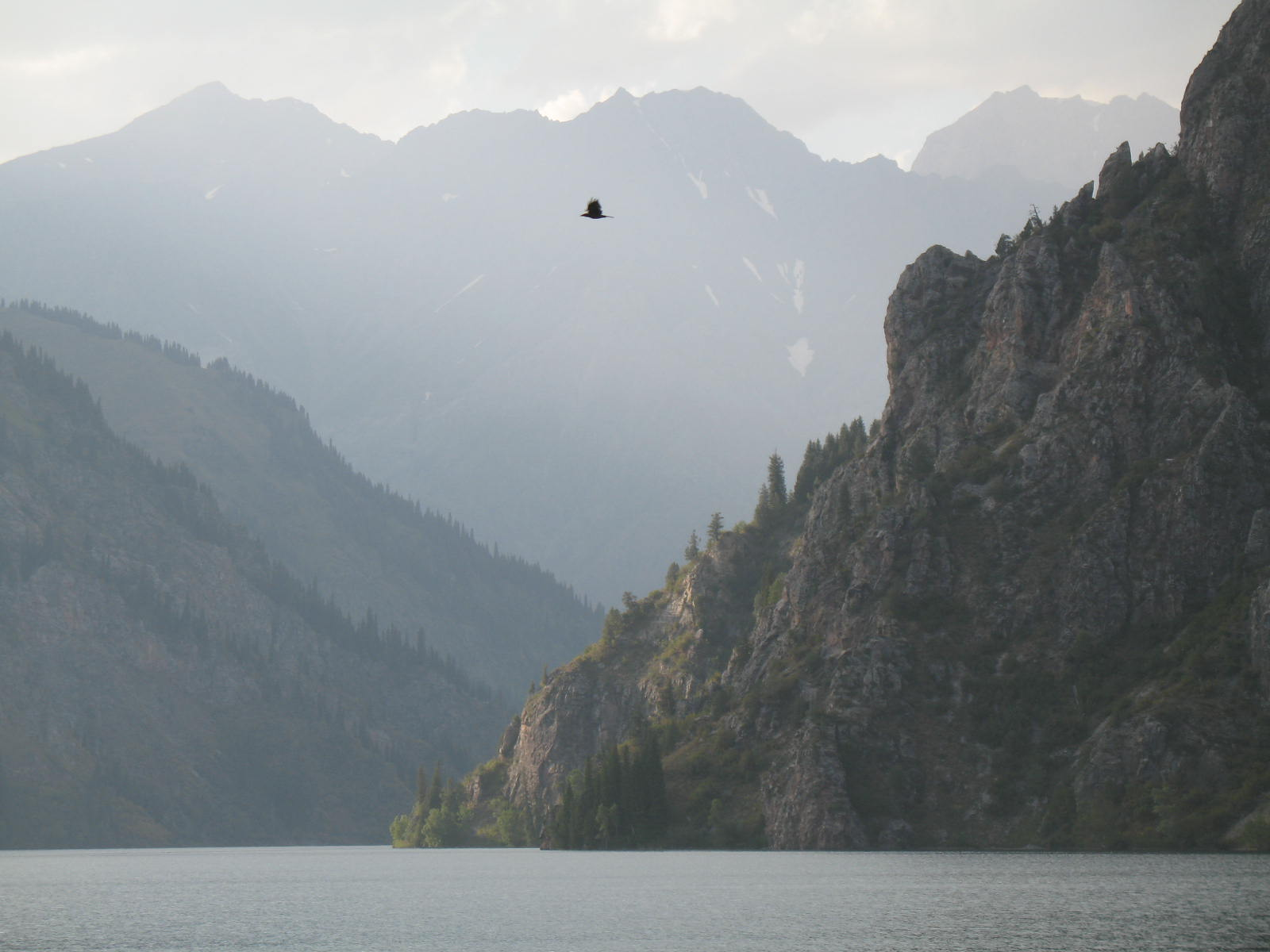
Jezero Sary-čelek, oblast výskytu ťanšanské jedle (Abies sibirica var. semenovii)

Poněkud odlišná je vegetace západního Ťan-šanu (v užším vymezení) a návětrných svahů Ferganského hřbetu. Nad subtropickými polopouštěmi se nachází pás suché stepi, na kterou navazuje pásmo mozaikovitě uspořádaných opadavých listnatých lesů a křovin tvořených dominantně ořešáky (Juglans regia), s příměsí javoru turkestánského (Acer turkestanicum) a divokých jabloní (Malus sieversii). Nad tímto pásmem je pak pásmo rozvolněných porostů jalovců (Juniperus). Ve výškách nad 2500–2700 m n. m. dřevinná vegetace vyklidňuje do dlouhostébelnatých trávníků. Tyto subalpinské trávníky jsou velmi produktivní a slouží jako zdroj letních pastvin. Na dlouhostébelnaté trávníky navazují ve výškách nad cca 3200 m n. m. alpinské krátkostébelnaté trávníky. V biosférické rezervaci Sary-Čelek na rozhraní mezi Čatkalským hřbetem a Talasským Alatau je jediné místo rozšíření endemického poddruhu jedle sibiřské, ťanšanské jedle Abies sibirica var. semenovii, někdy považované za samostatný druh Abies semenovii. Podhůří Ťan-šanu je také uváděno jako možná oblast domestikace některých ovocných stromů, jako je jabloň (Malus domestica) nebo pistácie (Pistacia vera).
Vegetace východního Ťan-šanu je díky jeho suššímu klimatu chudší, nicméně i zde je vyvinut nad pásmy polopouště a suché stepi lesní stupeň a nad ním pestré alpinské louky.
Fauna hor a podhůří je pestrá, přežívá zde i řada velkých savců, jako je irbis horský (Uncia uncia), kozorožec sibiřský (Capra sibirica), divoké ovce Argali (Ovis ammon), osel divoký (Equus kiang) nebo jelen maral (Cervus elaphus sibiricus), dále medvědi, vlci, lišky, zajíci. Stepní i subalpinské louky jsou pak doménou nejrůznějších hlodavců, jako je svišť šedý (Marmota baibacina), nebo pišťuchy (např. Ochotona rutila).

### Ochrana přírody

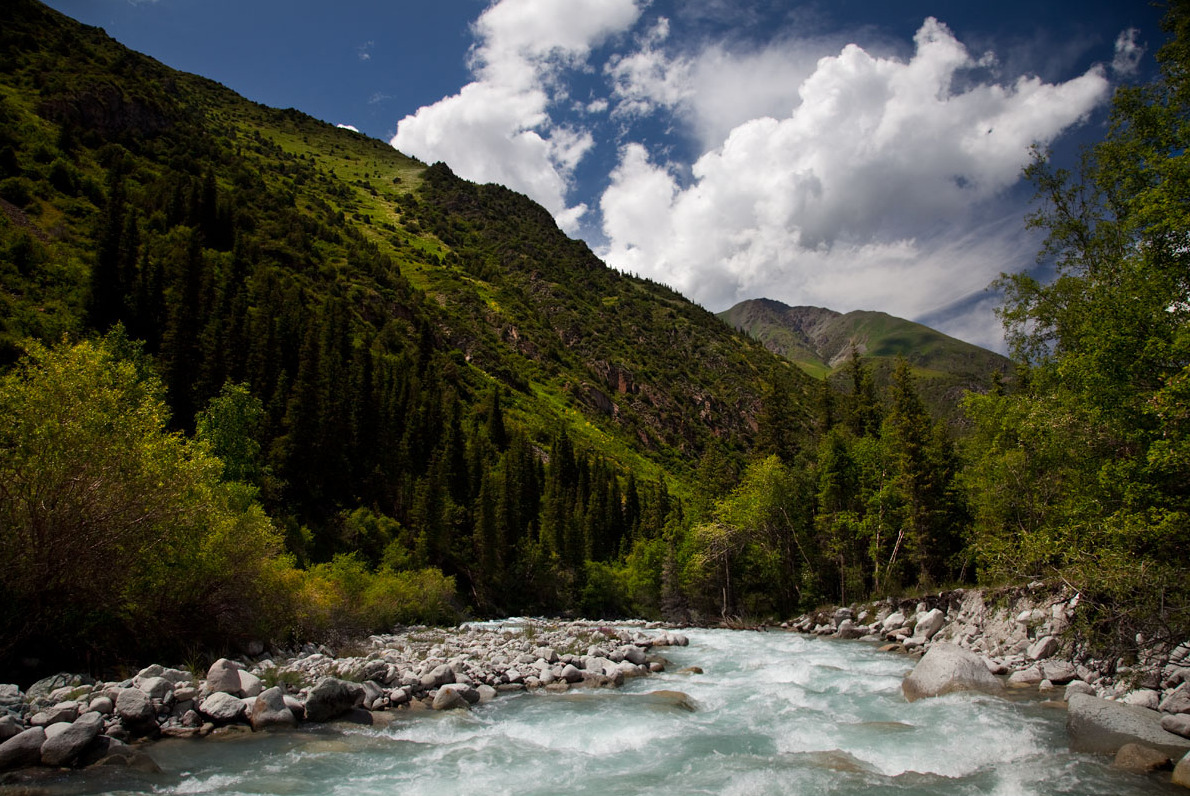
Národní park Ala Arča v Kyrgyzstánu

Ochrana přírody v oblastech Ťan-šanu na území postsovětských republik vychází ze sovětského modelu územní ochrany přírody. Území jsou chráněna buď jako striktní přírodní rezervace – zapovědniky, odpovídající IUCN kategorii I, méně často jako národní parky (IUCN kategorie II), v případě méně striktní ochrany jako zakazniky nejrůznějšího typu – lesnické, krajinné, lovecké, aj., odpovídající nejrůznějším kategoriím (III–VIII) dle IUCN.
Nejstarší rezervací v oblasti je zapovědnik Aksu-Žabagly v Kazachstánu, vyhlášený již v roce 1926. K dalším významným rezervacím a národním parkům patří biosférická rezervace Sary-Čelek, zapovědniky Beš-Aral, Issyk-kulský či Saryčat-Ertaš nebo národní parky Ala Arča či Karakol na území Kyrgyzstánu, či Ugamský-Čatkalský národní park v Uzbekistánu nebo národní park Ile-Alatau v Kazachstánu. Zakazniků nejrůznějšího typu je pak v oblasti celá řada a síť chráněných území je tak poměrně hustá.
V čínské části Ťan-šanu je územní ochrana přírody mladšího data, prvním národním parkem zde vyhlášeným byl v roce 1982 národní park Ťan-šan Ťan-čchi (天山天池) v pohoří Bogda-šan, jako národní park je též chráněno jezero Sayram (赛里木湖). Přírodní rezervací je též čínské okolí nejvyššího vrcholu Tomur.
Problémy z hlediska ochrany přírody zůstává legální i ilegální lov divoké zvěře – irbisa horského či ovcí Argali. Problémem je také příliš intenzivní pastva a následná degradace vegetace a půdy.
V roce 2014 byly na seznam světového přírodního dědictví UNESCO zapsány čtyři lokality v čínské části pohoří. O dva roky později dalších 13 chráněných území v Kazachstánu, Kyrgyzstánu a Uzbekistánu. Souhrnná rozloha všech těchto územních celků ve 4 státech je 11 348 km².

## Přírodní ohrožení a rizika
Vzhledem k aktivnímu orogennímu vývoji je celá oblast Ťan-šanu seismicky aktivní, ačkoli ne tolik, jako v jižněji ležícím Pamíru. Seismická aktivita je soustředěna podél jednotlivých zlomů, zejména na okrajích pohoří, vnitřní konsolidované části jsou seismicky klidnější. V oblasti byla zaznamenána celá řada silných zemětřesení – například kazašské hlavní město Almaty zasáhla silná zemětřesení v letech 1887 a 1911.
Dalším přírodním rizikem jsou mury, které v některých případech mohou zasáhnout až podhorská města. Ničivá mura zasáhla počátkem 20. let 20. století Almaty a zahubila na 500 lidí. S nebezpečím mur je spojeno také nebezpečí průvalů morénami hrazených horských jezer. V roce 1963 zaplavila mura jezero Issyk v Zailijském Alatau a způsobila jeho protržení a následnou ničivou povodeň v níže položených oblastech. Průvalů horských jezer z nejrůznějších příčin je v oblasti zaznamenána celá řada. Podle katalogizace z roku 1999 je jen na území Kyrgyzstánu 287 jezer s rizikem průvalu, z toho u 63 může dojít k průvalu v nejbližších letech. V letech 2004–2010 byl v rámci české rozvojové pomoci řešen projekt na monitoring vysokohorských jezer v Kyrgyzstánu a ochranu obyvatelstva před katastrofálními povodněmi vzniklými jejich průvalem, při kterém bylo cílem zpracovat rizikovou analýzu konkrétních jezer a údolí, vybudovat stálou monitorovací stanici, zabezpečit hráz jezera Koltor a vytvořit prognózu vlivu změny klimatu na zalednění a horská jezera.

## Obyvatelstvo a osídlení

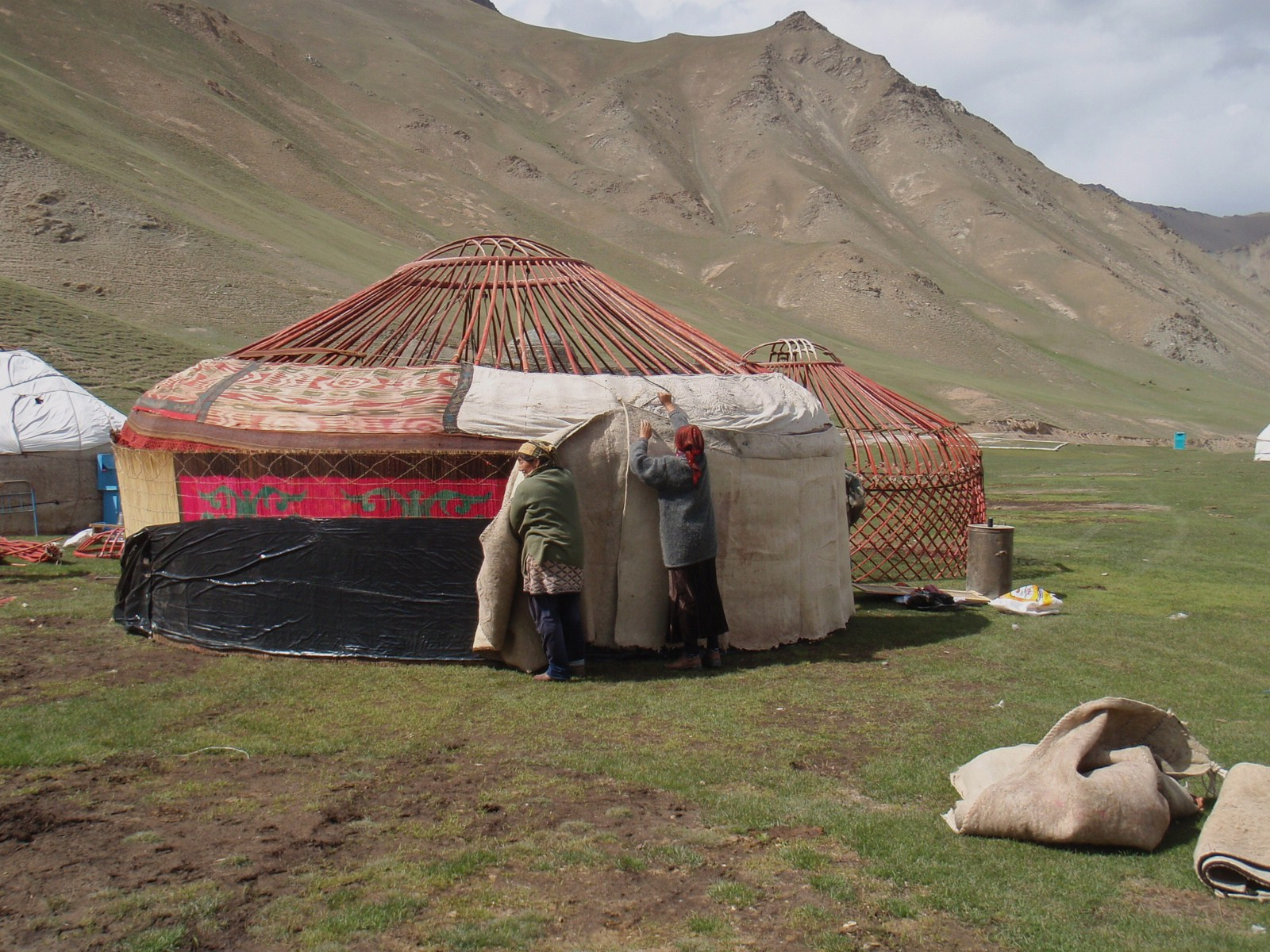
Stavba jurty, obydlí kočovných středoasijských pastevců

Samotné pohoří je osídleno jen řídce, zalidněny jsou především jeho okrajové části a přilehlé kotliny. U rurální populace je častá transhumance – sezónní kočování mezi letními pastvinami ve vyšších horských polohách a zimními pastvinami v mezihorských kotlinách. Nejpestřeji a nejhustěji je osídlen západní Ťan-šan a přilehlá Ferganská kotlina. Žijí zde Kyrgyzové, Uzbeci, Kazaši, Rusové, z části i Tádžikové. Centrální Ťan-šan je dominantně osídlen Kyrgyzy. V jižním podhůří Ťan-šanu spadajícího do Tarimské pánve převládá ujgurské osídlení, kromě Ujgurů zde žijí též Kyrgyzové a Číňané. Severní čási Ťan-šanu jsou osídleny především Kazachy, případně Rusy, v Dźungarském Alatau též Džúngary. Východní Ťan-šan je osídlen zejména Ujgury a Kazachy, dále pak Mongoly, Číňany, Kyrgyzy a některými vzácnými čínskými menšinami.

## Historie
Ťan-šan tvoří rozhraní mezi čtyřmi regiony s částečně nezávislým historickým vývojem – Ferganskou kotlinou na západě, oblastí Čujské doliny a Sedmiříčí na severu, Džungarskou pánví na východě a Tarimskou pánví na jihu. Klíčová pro oblast Ťan-šanu byla také existence hedvábné stezky překonávající Ťan-šan v několika větvích přes horské průsmyky jako je Terek nebo Torugart. Pohoří bylo a z části dosud zůstává doménou kočovných populací. První usedlou civilizací v oblasti byla říše Sogd, jejíž vliv zasahoval do Ferganské kotliny, západního Ťan-šanu a Čujské doliny. Později se Ferganská kotlina v období výprav Alexandra Makedonského ocitla na periferii helénského světa. Od 1. století před naším letopočtem se Ťan-šan dostává pod nadvládu Číny za dynastie Chan a dynastie Tchang. Po bitvě na řece Talas v roce 751 se Ťan-šan dostal do islámské sféry vlivu a byl postupně ovládán arabskými, perskými a turkickými vládci. Vpádem Čingischána v 13. století se Ťan-šan stal součástí Mongolské říše a později říše Tamerlánovy a pod nadvládou mongolských nebo turkifikovaných chanátů zůstal až do 18. století. Poté se většina Ťan-šanu stala součástí Čínské říše za dynastie Čching. V souvislosti s expanzí Ruska do oblasti střední Asie se pak v průběhu 19. století dostala hranice mezi Západním Turkestánem (kam zasahoval ruský vliv) a Východním Turkestánem (pod vlivem čínským) do své dnešní podoby.

### Historie objevování

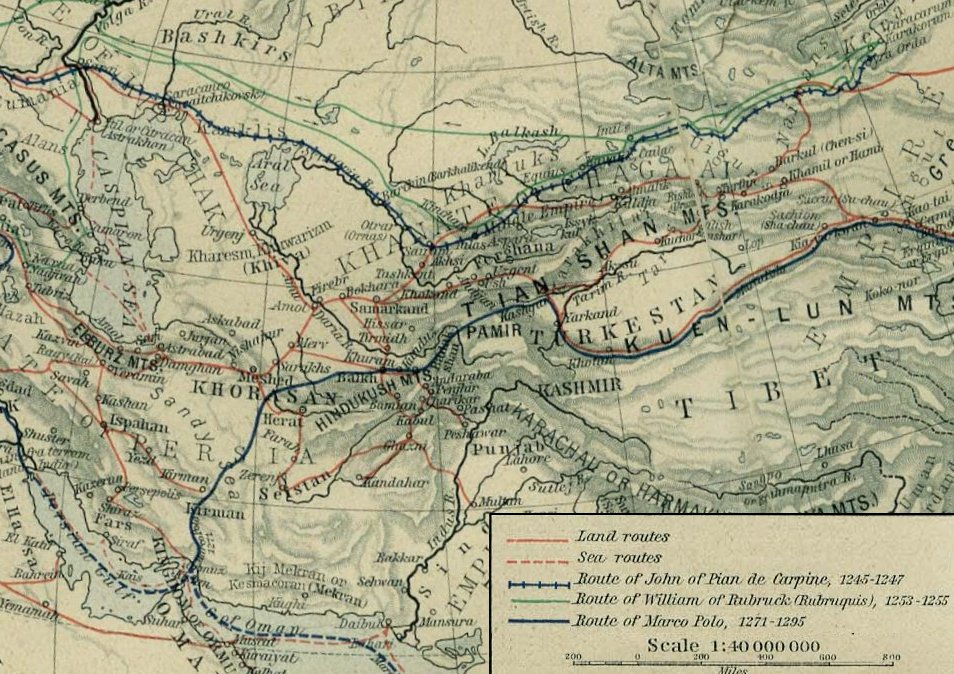
Středověké výpravy v oblasti Ťan-šanu

Pohoří bylo známo již starým Číňanům i významným geografům evropského starověku. Jako samostatné horstvo zakreslil Ťan-šan Klaudios Ptolemaios pod názvem Auksakijské hory. V následujících staletích pocházejí zprávy o Ťan-šanu od cestovatelů procházejících po hedvábné stezce: buddhistický misionář Süan-cang v 7. století přešel z Tarimské pánve pod nejvyššími vrcholky Kokšaal-tau k jezeru Issyk kul, v roce 1246 překonal Ťan-šan Giovanni Carpini, o dva roky později tudy cestoval André de Longjumeau a v roce 1253 pak Vilém z Rubroeku. První spolehlivější prameny o pohoří pocházejí z 18. století, kdy jednak probíhaly mapovací práce v západní Číně, a jednak se o tuto oblast začali zajímat Rusové, například Filipp Sergejevič Jefremov. Pro poznání této oblasti pak měla velký význam práce Alexandra von Humboldta Asie centrale z roku 1843, která shrnuje všechny v té době dostupné informace o horách střední Asie. Po připojení oblastí západního Turkestánu k Rusku ve druhé polovině 19. století působila v oblasti celá řada ruských expedic, mezi kterými zaujímá čelní místo působení Petra Petroviče Semjonova, jenž dostal později za své zásluhy o poznání pohoří přídomek Ťanšanský. Ten sestavil přesnou mapu ťanšanských hřbetů a shromáždil řadu údajů o ledovcích, výšce sněžné čáry a provedl rozsáhlá geologická pozorování. Kromě něj působil v oblasti například Nikolaj Aleksejevič Severcov, Alexandr Vasiljevič Kaulbars, Nikolaj Prževalskij a řada dalších. Do nitra centrálního Ťan-šanu na ledovec Inylček se dostali až počátkem 20. století Italové Scipione Borghese a Jules Brocherel, výšku Chan Tengri pak jako první v roce 1902 určil Vasilij Vasiljevič Sapožnikov a ve stejném roce působil v oblasti ledovce Inylček i Gottfried Merzbacher.

### Historie horolezectví

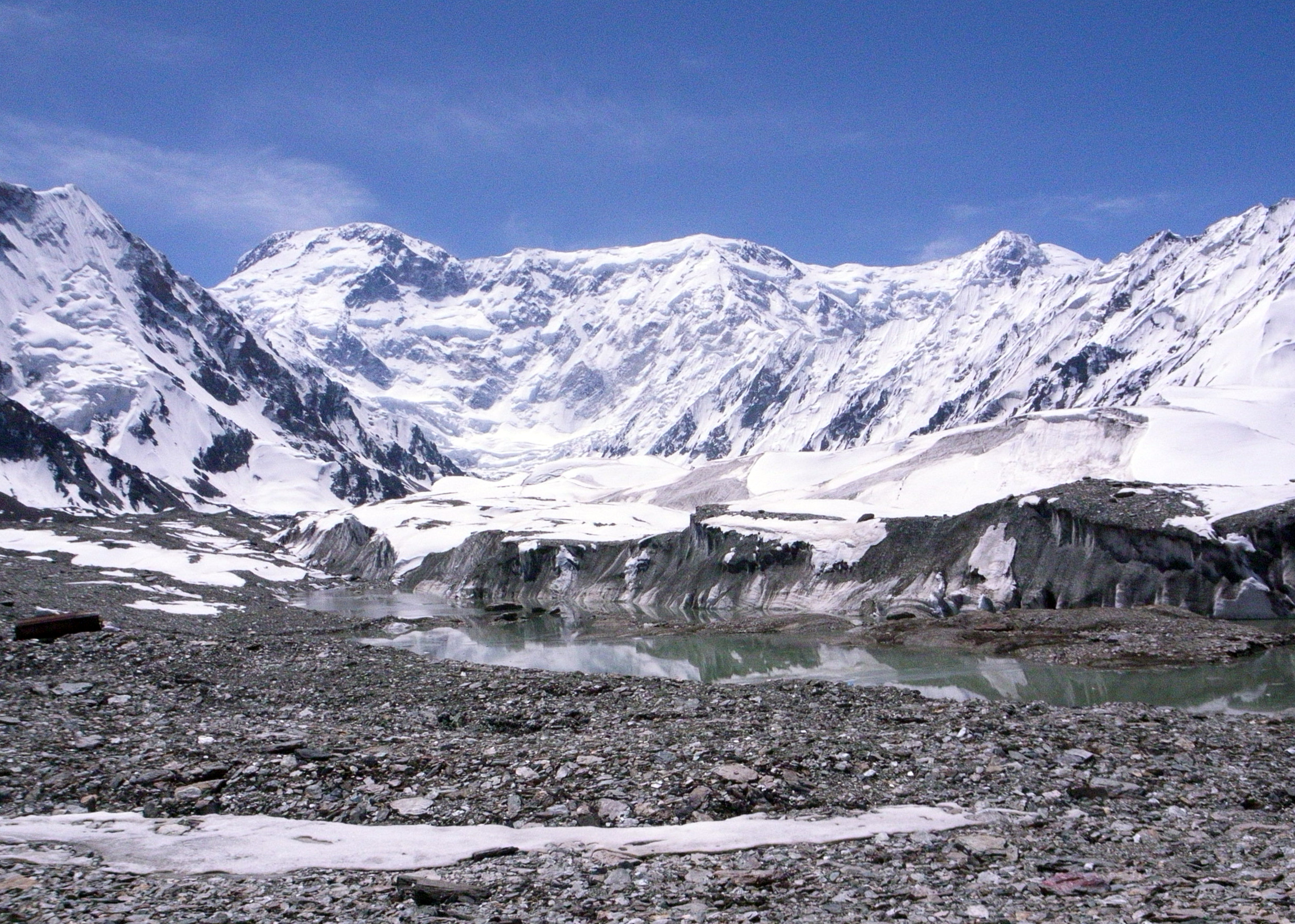
Pohled na Pik Pobedy / Džengiš Čokusu / Tomur Feng ze základního tábora

Jako první horolezecký počin v oblasti Ťan-šanu můžeme hodnotit právě působení Gottfrieda Merzbachera v roce 1902, Merzbacher usiloval o zdolání Chan Tengri, ale ani s pomocí tyrolských horských vůdců se nedostal dál než na úpatí. Horolezci se do hor vrátili znovu až na konci 20. let, kdy se roku 1929 o výstup na Chan Tengri neúspěšně pokusila výprava Michaila Timofějeviče Pogrebeckého. O dva roky později pak další výprava vedená Pogrebeckým Chan Tengri z jihu zdolala. Následoval boom horolezecké činnosti v Ťan-šanu, kdy bylo v průběhu 30. let zdoláno mnoho horských štítů v oblastech Kyrgyzského hřbetu a centrálního Ťan-šanu a působila zde celá řada výprav. Roku 1937 byl skupinou Augusta Andrejeviče Letavěta poprvé pozorován vysoký štít na jih od Chan Tengri, a proto Letavět následujícího roku zorganizoval výpravu s cílem tento štít zdolat. To se zdařilo 19. září 1938 účastníkům této expedice Leonidu Gutmanovi, Jevgeniji Ivanovovi a Alexandru Sidorenkovi, kteří pomocí leteckého altimetru určili výšku vrcholu na 6900 m n. m. a pojmenovali vrchol Pik 20 let Komsomola. Rozvoj horolezectví přerušila druhá světová válka, během níž ale také v roce 1943 proběhlo topografické mapování centrálního Ťan-šanu, přičemž byla změřena výška Piku 20 let Komsomola na 7439 m n. m., což z něj činí nejvyšší vrchol Ťan-šanu. Na počest vítězství bitvy u Stalingradu došlo k přejmenování vrcholu na Štít Vítězství (Pik Pobedy). Zároveň byl však vzhledem k velkému výškovému rozdílu zpochybněn výstup z roku 1938.
Po druhé světové válce došlo k rychlému obnovení horolezecké činnosti v sovětské části Ťan-šanu. Celá řada skupin se pokoušela o zdolání oficiálně nezlezeného piku Pobedy, některé z těchto pokusů, jako kazašská expedice roku 1955, skončily tragicky. Úspěšná byla až v roce 1956 skupina pod vedením Vitalije Michailoviče Abalakova. Na základě porovnání fotografií pořízených na vrcholu Abalakovem a účastníky expedice z roku 1938 byl zpětně výstup z tohoto roku uznán a Pik 20 let Komsomola byl s Pikem Pobedy ztotožněn. V sovětské části Ťan-šanu postupně vzniklo několik horolezeckých táborů a Ťan-šan se stal častým cílem jak sovětských horolezců, tak i horolezců z jiných zemí východního bloku, a zřídka i horolezců západních. Některé ťan-šanské terény si získaly v horolezeckém světě značný věhlas – například severní stěny piku Svobodné Koreje v Kyrgyzském hřbetu a piku Džigit v Těrském Alatau byly prostoupeny několika výstupy oceněnými v rámci mistrovství SSSR v horolezectví v kategorii technicky obtížných výstupů. Po rozpadu Sovětského svazu se Ťan-šan otevřel horolezcům z celého světa a zpřístupněny byly i některé doposud nedostupné oblasti.

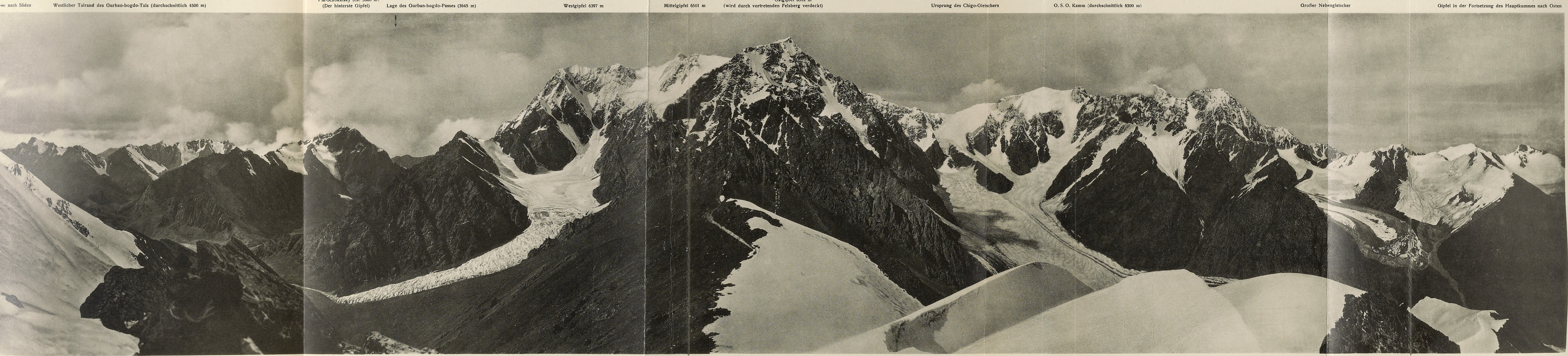
Pohled na centrální část Bogda-shan, jak jej zaznamenala Merzbacherova výprava v letech 1907–1908

Čínská část Ťan-šanu, na rozdíl od sovětské části, byla navštěvována horolezci poměrně zřídka . S výjimkou expedice Gottfrieda Merzbachera v letech 1907–1908 je zájem o horolezectví ve východním Ťan-šanu daleko mladšího data. Mezi významné horolezecké počiny zde lze řadit výstup na Pik Pobedy (čínsky zvaný Tomur Feng) z jihu – z čínské strany, uskutečněný čínskou expedicí v roce 1977, dále výstup na Bogda Feng (5445 m n. m., nejvyšší vrchol Bogda-šan) japonskou expedicí v roce 1981, výstup na Xuelian Feng (6627 m n. m., nejvyšší vrchol Chalyk-tau) japonskou expedicí v roce 1990, či výstup na Pik Vojennych Topografov (6873 m n. m.) z jihu ruskou expedicí v roce 2006. Celá řada významných vrcholů zde však dosud zůstává nezlezena.